# Canton de Monistrol-sur-Loire
Le canton de Monistrol-sur-Loire est une circonscription électorale française située dans le département de la Haute-Loire et la région Auvergne-Rhône-Alpes.

## Géographie
Le canton de Monistrol-sur-Loire est situé au nord-est de la Haute-Loire, dans la Communauté de communes Les Marches du Velay, appelé Pays delà-les-bois au Moyen Âge.

## Histoire
Créé sous la Révolution, le canton a été amputé par arrêté du 24 décembre 1984 de certaines communes le composant afin de former le nouveau canton de Sainte-Sigolène.
Le canton a été modifié par le redécoupage cantonal de 2014.

## Représentation

### Conseillers généraux de 1833 à 2015
| Période                                  | Période          | Identité                                                 | Étiquette        | Qualité |
| ---------------------------------------- | ---------------- | -------------------------------------------------------- | ---------------- | --- |
| 1833                                     | 1845             | Ludovic François Henri Joseph Bonnet                     |                  | Avoué - Président du Tribunal d'Yssingeaux                                                                 |
| 1845                                     | 1848 (décès)     | Comte Félix Louis Joseph Marie de Charbonnel (1796-1848) |                  | Chef d'escadron retraité à Monistrol-sur-Loire                                                             |
| 1848                                     | 1859 (décès)     | Joseph Blanquet du Chayla                                |                  | Officier de cavalerie Maire de Monistrol-sur-Loire (1848-1858), ancien conseiller d'arrondissement         |
| 1859                                     | 1880             | Bertrand de Chabron                                      | républicain      | Général de brigade Député (1871-1875) Sénateur (1875-1889)                                                 |
| 1880                                     | 1886             | Zénon de Mans                                            | Droite           | Propriétaire et industriel Maire du Chambon-Feugerolles (1860-1870 et 1888-1890)                           |
| 1886                                     | 1891 (décès)     | Alphonse Néron                                           | Républicain      | Maire de Monistrol-sur-Loire (1865-1871 et 1882-1891)                                                      |
| 1891                                     | 1902 (démission) | Émile Néron-Bancel                                       | Républicain      | Maire de Monistrol-sur-Loire (1892-1896)                                                                   |
| 1902                                     | 1934             | Édouard Néron                                            | Conservateur URD | Député (1906-1914 et 1918-1924) Sénateur (1924-1941) Maire de Monistrol-sur-Loire (1896-1919 et 1923-1925) |
| 1934                                     | 1940             | André Néron-Bancel                                       | URD              | Officier Maire de Monistrol-sur-Loire (1931-1939 et 1940-1944) Nommé conseiller départemental en 1942      |
|                                          |                  |                                                          |                  | |
| 1945                                     | 1962 (décès)     | Alphonse Proriol                                         | dvd              | Commerçant en vins Maire de Beauzac (?-1962)                                                               |
| 1962                                     | 1992             | Jean Proriol (fils du précédent)                         | RI puis UDF-PR   | Cadre Député (1978-2012) Maire de Beauzac (1962-2020)                                                      |
| 1992                                     | 2011             | Guy Granger                                              | RPR puis UMP     | Professeur Maire de Monistrol-sur-Loire (1989-2008)                                                        |
| 2011                                     | mars 2015        | François Berger                                          | NC-UDI           | Maire de La Chapelle-d'Aurec (1983-1995 et 2008-2020)                                                      |
| Les données manquantes sont à compléter. |                  |                                                          |                  | |

### Conseillers d'arrondissement (de 1833 à 1940)
Le canton de Monistrol avait deux conseillers d'arrondissement.
| Période                                  | Période      | Identité                        | Étiquette | Qualité |
| ---------------------------------------- | ------------ | ------------------------------- | --------- | --- |
| 1833                                     | 1836         | M. Dubois                       |           | Juge de paix à Monistrol                                                                                    |
| 1833                                     | 1839         | M. Robin                        |           | Propriétaire à Sainte-Sigolène                                                                              |
| 1836                                     | 1839         |                                 |           | |
| 1839                                     | 1845         | Joseph Blanquet du Chayla       |           | Ancien officier de cavalerie, propriétaire à Monistrol                                                      |
| 1845                                     | 1848         | Jean Bruyère (1791-1864)        |           | Propriétaire, maire de Saint-Maurice-de-Lignon                                                              |
|                                          |              |                                 |           | |
|                                          | 1888 (décès) | Jules Barthélemy Monnier        |           | Propriétaire à Monistrol                                                                                    |
|                                          |              |                                 |           | |
| av.1919                                  | 1931         | Eugène Cornillon (1883-1945)    | Droite    | Agriculteur, maire de Sainte-Sigolène                                                                       |
| av.1919                                  | 1940         | Baron de Chapuys-Montlaville    | Droite    | Propriétaire, maire de Beauzac                                                                              |
| 1931                                     | 1937         | Jean-Claude Petiot              |           | Agriculteur à Sainte-Sigolène                                                                               |
| 1937                                     | 1940         | Jean-Baptiste Manus (1902-1947) | PSF       | Cultivateur à Sainte-Sigolène, responsable de la mutuelle agricole                                          |
| 1940                                     |              |                                 |           | Les conseils d'arrondissement ont été suspendus par la loi du 12 octobre 1940 et n'ont jamais été réactivés |
| Les données manquantes sont à compléter. |              |                                 |           | |

### Conseillers départementaux depuis 2015
| Période élective | Période élective | Mandat | Mandat   | Identité                  | Nuance | Nuance | Qualité                                                                                      |
| ---------------- | ---------------- | ------ | -------- | ------------------------- | ------ | ------ | -------------------------------------------------------------------------------------------- |
| mars 2015        | 2021             | 2015   | 2021     | François Berger           |        | UDI    | Maire de La Chapelle-d'Aurec (1983-1995 et 2008-2020)                                        |
| mars 2015        | 2021             | 2015   | 2021     | Christelle Michel-Déléage |        | DVD    | Adjointe au maire de Monistrol-sur-Loire                                                     |
| 2021             | 2028             | 2021   | en cours | Jean-Paul Aulagnier       |        | DVD    | Ancien gérant de société Adjoint au maire de Saint-Maurice-de-Lignon                         |
| 2021             | 2028             | 2021   | en cours | Christelle Michel Deléage |        | DVD    | Conseillère sortante Collaboratrice parlementaire, suppléante du sénateur LR Laurent Duplomb |

### Résultats détaillés

#### Élections de mars 2015
À l'issue du 1er tour des élections départementales de 2015, deux binômes sont en ballottage : François Berger et Christelle Michel-Déléage (Union de la Droite, 40,99 %) et Jean-Marc Guillaumond et Maria Raia (FN, 27,89 %). Le taux de participation est de 53,51 % (5 236 votants sur 9 785 inscrits) contre 53,67 % au niveau départemental et 50,17 % au niveau national.
Au second tour, François Berger et Christelle Michel-Déléage (Union de la Droite) sont élus avec 68,87 % des suffrages exprimés et un taux de participation de 52,23 % (3 066 voix pour 5 111 votants et 9 785 inscrits).

#### Élections de juin 2021
Le premier tour des élections départementales de 2021 est marqué par un très faible taux de participation (33,26 % au niveau national). Dans le canton de Monistrol-sur-Loire, ce taux de participation est de 34,72 % (3 667 votants sur 10 561 inscrits) contre 40,17 % au niveau départemental. À l'issue de ce premier tour, deux binômes sont en ballottage : Jean-Paul Aulagnier et Christelle Michel Deleage (DVD, 70,7 %) et Didier Audouard et Annie Mangiaracina (Union à gauche, 29,3 %).
Le second tour des élections est marqué une nouvelle fois par une abstention massive équivalente au premier tour. Les taux de participation sont de 34,36 % au niveau national, 37,53 % dans le département et 34,92 % dans le canton de Monistrol-sur-Loire. Jean-Paul Aulagnier et Christelle Michel Deleage (DVD) sont élus avec 72,06 % des suffrages exprimés (2 442 voix pour 3 689 votants et 10 563 inscrits),,.

## Composition

### Composition entre 1984 et 2015
Le canton de Monistrol-sur-Loire regroupait 4 communes.
| Nom                             | Code Insee | Codepostal | Superficie (km2) | Population (dernière pop. légale) | Densité (hab./km2) |
| ------------------------------- | ---------- | ---------- | ---------------- | --------------------------------- | ------------------ |
| Monistrol-sur-Loire (chef-lieu) | 43137      | 43120      | 48,25            | 8 789 (2012)                      | 182                |
| Beauzac                         | 43025      | 43590      | 36,33            | 2 755 (2012)                      | 76                 |
| La Chapelle-d'Aurec             | 43058      | 43120      | 11,79            | 920 (2012)                        | 78                 |
| Saint-Maurice-de-Lignon         | 43211      | 43200      | 30,23            | 2 465 (2012)                      | 82                 |

### Composition depuis 2015
Le canton de Monistrol-sur-Loire regroupe 4 communes.
| Nom                                         | Code Insee | Intercommunalité               | Superficie (km2) | Population (dernière pop. légale) | Densité (hab./km2) | Modifier                                    |
| ------------------------------------------- | ---------- | ------------------------------ | ---------------- | --------------------------------- | ------------------ | ------------------------------------------- |
| Monistrol-sur-Loire (bureau centralisateur) | 43137      | CC Marches du Velay-Rochebaron | 48,25            | 8 874 (2022)                      | 184                | modifier les données · modifier les données |
| La Chapelle-d'Aurec                         | 43058      | CC Marches du Velay-Rochebaron | 11,79            | 1 111 (2022)                      | 94                 | modifier les données · modifier les données |
| Saint-Maurice-de-Lignon                     | 43211      | CC des Sucs                    | 30,23            | 2 666 (2022)                      | 88                 | modifier les données · modifier les données |
| Les Villettes                               | 43265      | CC Marches du Velay-Rochebaron | 11,78            | 1 455 (2022)                      | 124                | modifier les données · modifier les données |
| Canton de Monistrol-sur-Loire               | 4309       |                                | 102,05           | 14 106 (2022)                     | 138                | modifier les données                        |

## Démographie

### Démographie avant 2015
| 1962  | 1968  | 1975  | 1982  | 1990   | 1999   | 2006   | 2011   | 2012   |
| ----- | ----- | ----- | ----- | ------ | ------ | ------ | ------ | ------ |
| 7 208 | 7 409 | 7 961 | 8 894 | 10 176 | 11 941 | 13 986 | 14 863 | 14 929 |

### Démographie depuis 2015
En 2022, le canton comptait 14 106 habitants, en évolution de +2,67 % par rapport à 2016 (Haute-Loire : +0,36 %, France hors Mayotte : +2,11 %).
| 2013   | 2018   | 2022   |
| ------ | ------ | ------ |
| 13 524 | 13 961 | 14 106 |